# Fry and the Slurm Factory
«Fry and the Slurm Factory» (с англ. — «Фрай и фабрика Слёрма») — тринадцатый (заключительный) эпизод первого сезона Футурамы. Его североамериканская премьера состоялась 14 ноября 1999 года.

## Содержание
Эпизод начинается рекламным роликом Слёрма, популярного и вызывающего быстрое привыкание безалкогольного напитка. Ролик объявляет о начале конкурса: тот, кто найдёт золотую крышку внутри банки Слёрма, выиграет бесплатное путешествие на планету Червелон, где расположен главный завод Слёрма, а также поучаствует на вечеринке со Слёрмом МакКензи. Фрай решает найти крышку, выпив огромное количество Слёрма.
Тут заходит больной Бендер, и профессор Фарнсворт использует это как предлог проверить экспериментальное устройство «Ф-луч» (Суперзвук), которое позволяет заглянуть внутрь чего угодно. Починив Бендера, профессор оставляет Ф-луч на попечение Фрая и Бендера. После испытаний Ф-луча на разных объектах Фрай осознаёт, что с помощью Ф-луча можно найти золотую крышку. Проверив тысячи банок, друзья сдаются и возвращают Ф-луч обратно. Фрай пытается расслабиться с банкой Слёрма и внезапно давится золотой крышкой.
На Червелоне начинается мистификация в стиле «Вилли Вонка и шоколадной фабрики». Команде провели речную экскурсию по реке Слёрма через фабрику, где Грунка-Лунка поют свою песню. Переполненный жаждой, Фрай пытается попить из реки (не вполне осознавая, что это не Слёрм) и падает в неё. Лила ныряет, чтобы спасти его, и Бендер присоединяется к ним просто так, без оснований: «Все прыгнули, а я тоже хочу быть крутым». Всех троих засасывает в водоворот и выбрасывает в пещеру под фабрикой.
Под фабрикой они обнаруживают, что фабрика, по которой им провели экскурсию, — подделка. Пройдя сквозь туннели, они открыли истинное лицо Слёрма: это выделения гигантского червя, королевы Слёрмов. Их обнаруживают и захватывают черви. Лилу и Бендера расположили в чересчур усложнённые смертельные ловушки и оставили без охраны. Бендер был помещён в консервную машину (которых, кстати, он боится, так как под ней погиб его отец). Лила была подвешена над чаном с королевским Слёрмом, который превратит её в королеву Слёрмов. Фраю дали «Супер-Слёрм», с ультрабыстрым привыканием, таким, что он не может не «есть, пока не разорвётся». Королева собиралась вывести на рынок более слабые выделения Лилы как «Новый Слёрм», чтобы её выделения продавались ещё лучше. Фрай, Бендер и Лила спасаются, но их преследует королева Слёрма. Слёрм МакКензи, истощенный годами участия в вечеринках, приносит себя в жертву, чтобы их спасти. Он отсылает своих «девочек», которые были ему спутницами в течение 40 лет, с командой для их («девочек») безопасности.
После того, как они спаслись, королева Слёрма решила, что компания разрушена, и стала пить свой собственный Слёрм прямо из источника. Однако Фрай так зависит от Слёрма, что решил сохранить природу Слёрма в тайне, чтобы его продолжали производить.

## Персонажи
Список новых или периодически появляющихся персонажей сериала
- Калькулон
- Моник
- Дебют: Глёрмо
- Дебют: Гронка Лонка
- Дебют: Слёрм МакКензи
- Дебют: Слёрм Королева

## Изобретения будущего
Ф-луч (англ. F-ray, пародия на X-ray — так в английском языке называется рентгеновское излучение, Ф-лучом этот прибор назван в честь Фарнсворта) — изобретение профессора. Фонарик, светящий потоком нейтрино и позволяющий видеть сквозь всё что угодно, включая (и в этом его отличие от рентгена) металл. Когда Фансворт говорил что у него есть излучение, и он одевался в защитную одежду. Оказалось что это не так. Фрай и Бендер много раз проверяли Ф-луч на любой объект даже на напитке, а радиации и излучения не было. Но зато если проверить на воздушном шаре этот луч, он лопнет. Это означает что материал где есть материал и вакуум, не выдержит от Ф-луча.